# Kliplev Station
Kliplev Station er en dansk jernbanestation i Kliplev.

## Historie

### Anlæggelse
Anlæggelse af stationens arealer påbegyndte i sommeren 1899 og det blev indviet den 15. juni 1901. I forbindelse med det årlige Kliplev Marked var der i mange år en betydelig transport med kreaturvogne til stationen. 
I 1943 blev der anlagt et sidespor ved Kliplev, da en nærliggende skærvefabrik åbnede sydøst for byen ved Fladbjerg. Fabrikken lukkede dog igen i 1965 og sidesporet blev fjernet.

### Nedlæggelse og genåbning
I 1974 havde DSB besluttet sig for at nedlægge stationen. Det var nu på tale at lave en direkte forbindelse fra Tinglev til Sønderborg, men disse planer blev dog aldrig til noget. Tværtimod blev strækningen opgraderet og der kunne atter åbnes for persontrafikken i Kliplev. Denne gang dog kun som trinbræt. Dette skete i 1979. Det viste sig at være en ganske udmærket idé, da Det Danske Spejderkorps siden 1989 afholdt deres lejr, Blå Sommer, hvert femte år ved byen. Der kommer hver gang omkring 15-20.000 spejdere til lejren.

## Stationsbygningen
Ved stationen blev der i 1901 bygget en stationsbygning, der er nærmest identisk med de øvrige på strækningen (Sønderborgbanen). Siden 1979 var den dog ikke længere benyttet af DSB og forsøgtes solgt til en privat ejer. Det lykkedes aldrig at få den solgt og til sidst var den i så dårlig stand at nedrivning var uundgåeligt. Dette skete 9. november 2004.